# 三養社
三養社（サムヤンしゃ、朝: 삼양사、英: Samyang Corporation）は、ソウル特別市に本社を置く韓国の大手砂糖メーカー。1924年に創業した。

## 沿革
- 1924年 - 三水社を設立。
- 1931年 - 商号を三養社に改称。
- 1945年 - 解放とともに満州から撤退。
- 1955年 - 蔚山に製糖工場に完成。
- 1963年 - 三養毛紡株式会社を設立。
- 1965年 - 株式会社に組織変更。
- 1968年 - 韓国証券取引所に株式公開。
- 1969年 - 全州にポリエステル工場に完成。
- 1977年 - 三養重機株式会社に買収。
- 1984年 - 大田にPETボトル工場を竣工。
- 1992年 - 大田に研究所を開所。
- 2002年 - 米国に医薬研究法人 Samyang Research Corporationを設立。同年に食品ファミリーブランド「キュウォン」を開発。
- 2004年 - 新CI採用。
- 2011年 - 持株会社体制を転換。
- 2016年 - 三養ジェネックスを吸収合併。

## 主な製品
- 砂糖
- 小麦粉
- グルコース
- 飼料
- ポリエステル
- エンジニアリングプラスチック
- 医薬品